# دهستان بالاتجن
بالاتجن، دهستانی از توابع بخش مرکزی شهرستان قائم‌شهر در استان مازندران ایران است.

## جمعیت
براساس سرشماری سال ۱۳۸۵ جمعیت آن ۳۱۸۹۲ نفر (۸۲۴۴ خانوار) بوده‌است.